# Generalidade da Catalunha
A Generalidade da Catalunha (em catalão: Generalitat de Catalunya; em castelhano: Generalidad de Cataluña) é o sistema institucional em que se organiza politicamente o autogoverno da Catalunha. Tem as suas raízes nas Deputações Permanentes, no século XIV, sob a administração da Coroa de Aragão. A sua sede é o Palácio da Generalidade, na cidade de Barcelona. O Presidente da Generalidade da Catalunha é eleito pelo Parlamento da Catalunha.

## História

### Idade Média e Moderna

Antigo emblema da Generalitat

A Generalidade da Catalunha deriva da instituição medieval que governou, em nome do rei da coroa de Aragão, alguns aspectos da administração do Principado da Catalunha. A primeira constituição catalã é a das Cortes Catalãs de 1283.
La Pau i Treva de Déu foi um movimento social promovido no século XI como resposta da Igreja e dos camponeses às violências perpetradas pelos nobres feudais. A origem das Cortes Catalãs pode ser considerada. As cidades de origem, então, delimitaram um espaço protegido de violência feudal. No entanto, para garantir um clima de convivência, foi necessário ir mais além, estabelecendo uma autoridade que proibia a prática de qualquer tipo de ato violento em qualquer parte do território. Este foi o objetivo das assembleias de Paz e Trégua de Deus, a primeira das quais, nos condados catalães, ocorreu em Toluges (Roussillon), em 1027, sob a presidência do Abade Oliba, em nome do bispo Berenguer d'Elna, ausente da diocese porque estava em peregrinação.
Outro precedente medieval - a Diputació del General de Catalunya ("Deputação General da Catalunha", já que "General" significa a comunidade política dos catalães e não o posto militar) - que os legisladores de 1931 consideravam apropriado para invocar como base legitimadora autogoverno contemporâneo.
O passado político da Catalunha como uma comunidade territorialmente diferenciada, tendo suas próprias instituições representativas e autônomas, com respeito ao poder soberano da soberania dos Condados da Catalunha no ano 988 - 1283, monarquias aragonesas (1283-1516) e monarquias castelhanas (1516-1808) e do estado constitucional espanhol (desde 1812), pode ser dividido em quatro etapas, separadas por três grandes rupturas na ordem legal e pública.

### República e autonomia
A 14 de abril de 1931, depois das eleições municipais espanholas que deram a maioria ao seu partido, Esquerda Republicana da Catalunha, Francesc Macià apresentou-se na presidência da Deputação de Barcelona para "tomar posse". O governo provisório catalão tinha como uma das suas missões principais impulsionar a redação de um estatuto de autonomia, e foi designada para tal efeito uma conferência que, reunida em Núria, ultimou o seu anteprojeto no dia 20 de junho de 1931. O texto foi submetido a consulta aos municípios catalães, que se pronunciaram a favor, e do corpo eleitoral da Catalunha, com um resultado também avassalador.
Macià foi Presidente da governação provisória da Generalitat desde 28 de abril de 1931 (posterior à efémera governação da República Catalã de 14 de abril). Às primeiras eleições ao Parlamento da Catalunha, depois da aprovação do estatuto, foi eleito Presidente e formou o primeiro governo da Generalitat estatutária desde 14 de dezembro de 1932 até a sua morte, em 1933. Foi sucedido por Lluís Companys, também de Esquerda Republicana de Catalunya.
Mesmo antes de terminar a guerra civil espanhola, o ditador Francisco Franco decretou a abolição da Generalidade e das outras estruturas de autogoverno.

### Transição para a democracia
O ditador encontrava-se mal de saúde e no dia 20 de novembro de 1975 morre acamado. Dois dias depois Juan Carlos é proclamado pelo regime como sucessor. A 21 de maio de 1976 é restabelecido provisoriamente o Estatuto de Autonomia da Catalunha de 1932 e restabelecido provisoriamente o governo da Generalidade da Catalunha. O rei delega em Adolfo Suarez a presidência do governo espanhol em 03 de julho de 1976. Em 15 de dezembro de 1976, com a aprovação da Lei de Reforma Política, a Constituição espanhola começa a ser elaborada e no mês seguinte começam a ser entregues expedientes de legalização de diversos partidos políticos.
No mês de junho de 1977 as primeiras eleições democráticas após o início da Guerra Civil de 1936 colocam Adolfo Suárez, da Unión de Centro Democrática, um antigo franquista, na presidência do país. Na Catalunha os partidos em favor de um Estatuto novo ganham com maioria absoluta. Mas o partido independentista Esquerda Republicana da Catalunha (Esquerra Republicana de Catalunya) ainda não foi legalizado. Mesmo assim, no dia Nacional da Catalunha, 11 de Setembro de 1977, milhões de catalães saltam à rua para reclamar “llibertat, amnistia, Estatut d'Autonomia” (libertade, amnistia, Estatuto de Autonomia).
O governo de Adolfo Suárez é então obrigado a restituir definitivamente o governo catalão  e permitir o regresso do presidente catalão, Josep Tarradellas, exiliado devido à ditadura, o que acontece a 23 de outubro de 1977. A Generalitat da Catalunha é definitivamente recuperada a 5 de dezembro de 1977.

## AGeneralitatna atualidade

Atual emblema da Generalitat

Segundo o Estatuto de Autonomia da Catalunha, a Generalitat da Catalunya é o sistema institucional em que se organiza políticamente o autogoverno da Comunidade Autónoma da Catalunha. Está formada pelo Parlamento da Catalunha, pelo Governo da Catalunha, pelo Presidente da Catalunha, e por outras instituições que o estatuto e as leis estabelecem.
- O Parlamento da Catalunha é o órgão encarregado de elaborar e aprovar a legislação e de controlar a atuação política do governo.[10]
- O Governo da Catalunha (Formalmente: "Conselho Executivo do Governo da Catalunha") encarrega-se do governo da Catalunha. Propõe nova legislação ao Parlamento, e faz cumprir a legislação que este aprova.
- O Presidente da Catalunha é eleito pelo parlamento entre os seus deputados, e nomeado pelo rei de Espanha. O presidente é a mais alta representação da Generalidade de Catalunha.

## Presidentes daGeneralitat
O presidente da Generalitat de 10 de janeiro de 2016 a 28 de outubro de 2017 foi Carles Puigdemont, de Juntos pelo Sim. Foi demitido pelo Governo da Espanha aquando da tentativa de proclamar a Catalunha como um país independente, tendo ficado a gestão interina a cargo de Mariano Rajoy até à realização de novas eleições na região.
Em dezembro de 2017 foram celebradas novas eleições e investido Quim Torra, da coligação Juntos pela Catalunha.

## Distinções honoríficas
A Generalidade da Catalunha outorga anualmente três importantes distinções: a Medalha de Ouro da Generalidade da Catalunha , o Prêmio Creu de Sant Jordi, e o Prêmio Internacional Catalunha, entregues a personalidades que se destacam nos seus campos de atividade.

## Palácio da Generalidade

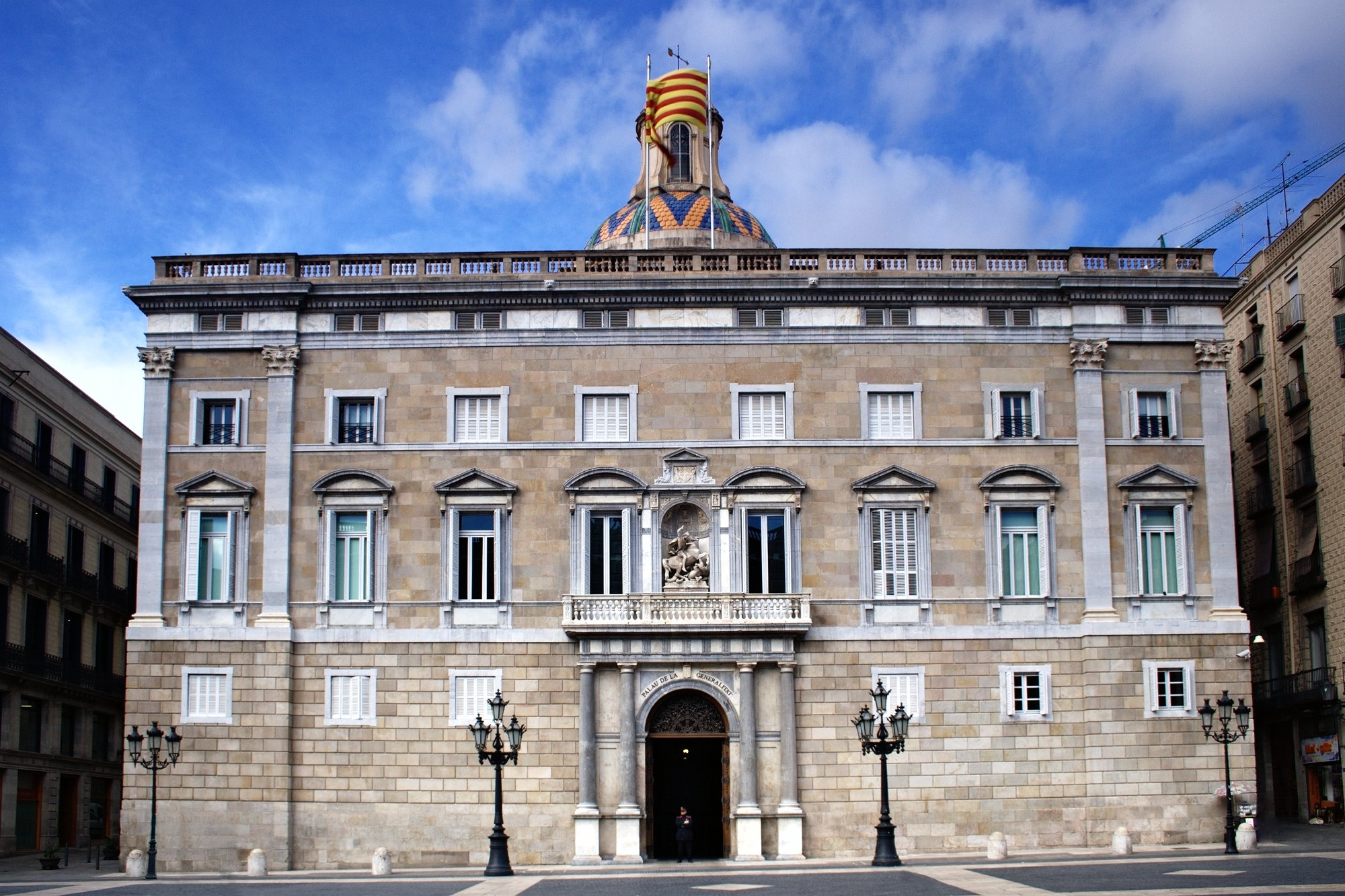
Palácio da Generalitat de Catalunya
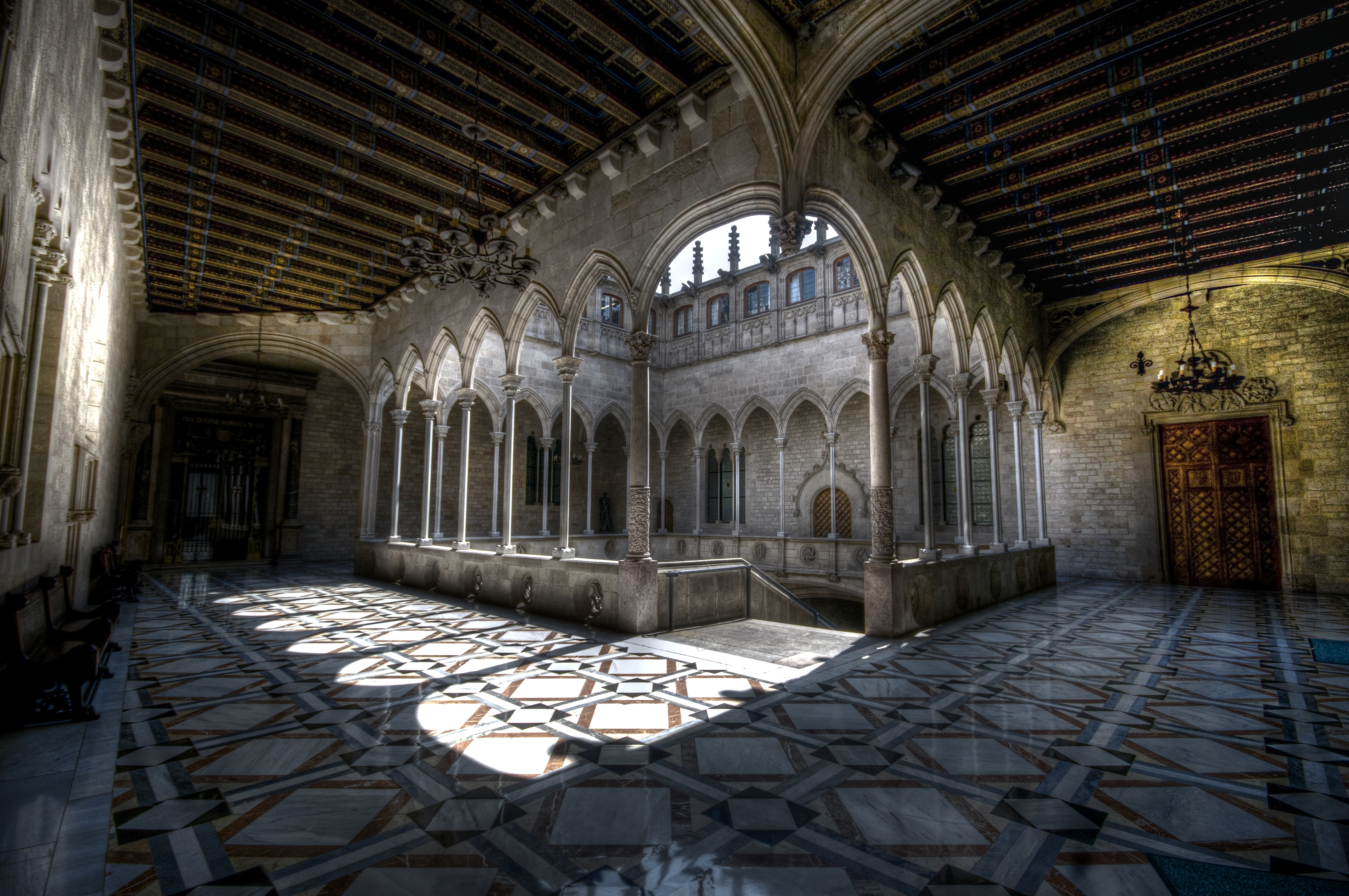
Vista interior
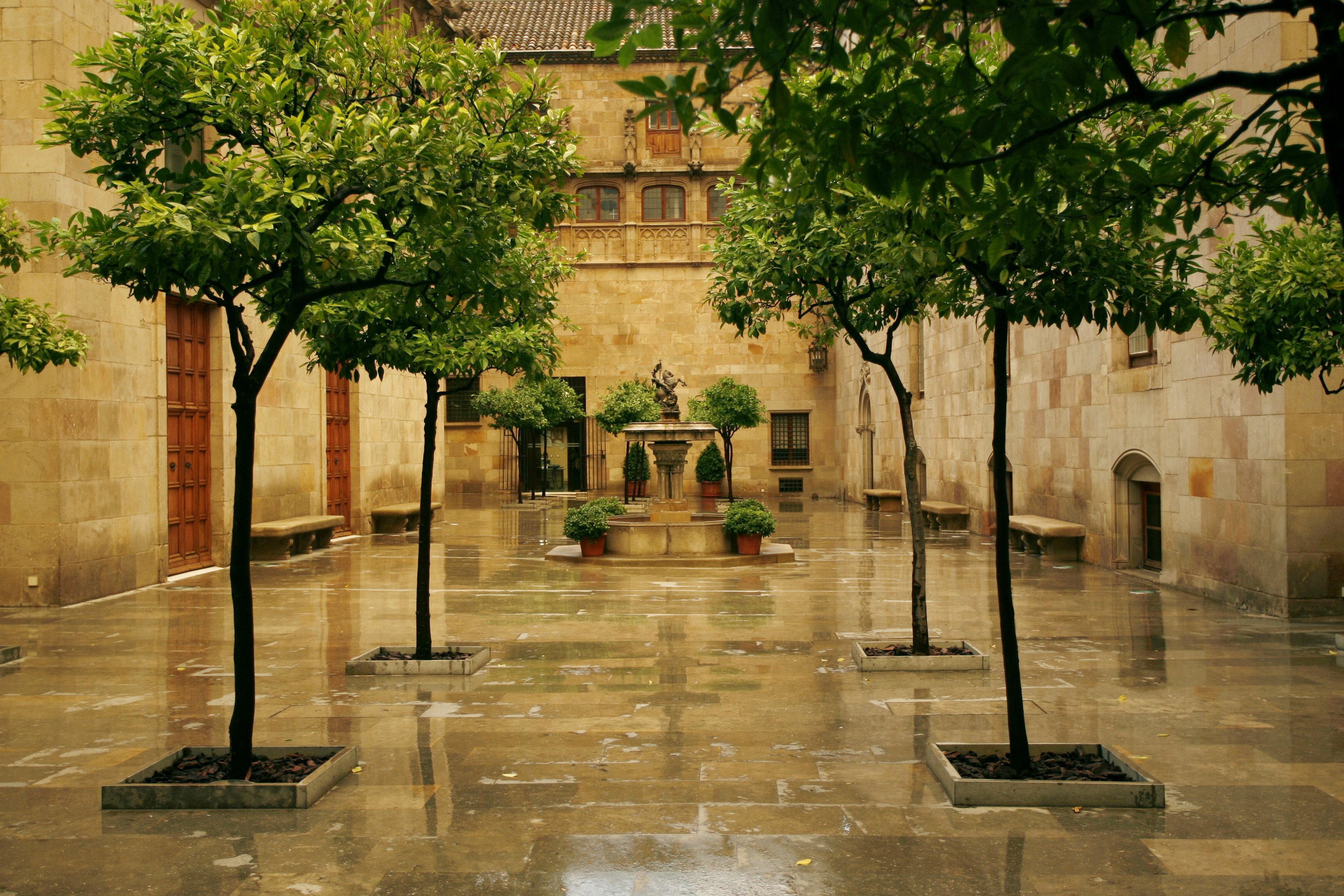
Pátio das Laranjeiras